# Fausto Montesi
Fausto Montesi (Filottrano, 21 febbraio 1912 – Jesi, 19 dicembre 1992) è stato un ciclista su strada italiano, professionista e indipendente dal 1934 al 1951. Prese il via a sei edizioni del Giro d'Italia, oltre a correre numerose classiche del panorama italiano; colse un'unica vittoria, al Gran Premio Massaua-Fossati 1950, ma anche diversi piazzamenti di rilievo, tra cui i secondi posti nel 1937 al Trofeo Moschini, alla Coppa Bernocchi e al Giro del Piemonte e il terzo posto alla Milano-Torino 1938.

## Palmarès
- 1950 (S.S. Collinese, una vittoria)

2ª tappa Gran Premio Massaua-Fossati (Piombino > Siena)

## Piazzamenti

### Grandi Giri
- Giro d'Italia

1935: ritirato
1936: 44º
1937: 12º
1938: 44º
1939: 45º
1946: ritirato

### Classiche monumento
- Milano-Sanremo

1935: 14º
1936: 44º
1937: 36º
1939: 49º
- Giro di Lombardia

1938: 25º